# Федоренко, Владимир Ильич
Влади́мир Ильи́ч Федоре́нко (укр. Володимир Ілліч Федоренко; род. 17 марта 1974, село Рудня-Радовельская, Олевский район, Житомирская область) — украинский политический деятель, военнослужащий ВСУ, председатель Житомирского областного совета с 27 ноября 2020 года. Первый заместитель председателя Житомирской областной государственной администрации (2019—2020).

## Биография
С 1997 по 2004 год был частным предпринимателем.
В августе 2006 — сентябре 2008 года — исполнительный директор ООО «Барса» в городе Киеве.
В сентябре 2008 — октябре 2017 года — исполнительный директор ООО «Солонь» в городе Киеве.
В 2014 году окончил высшее учебное заведение «Университет современных знаний», специальность «правоведение», квалификация «юрист».
В октябре 2017 — ноябре 2019 года — физическое лицо-предприниматель.
С 29 мая 2018 года — председатель Житомирской областной организации Аграрной партии Украины.
В ноябре 2019 — ноябре 2020 года — первый заместитель председателя Житомирской областной государственной администрации.
25 октября 2020 года избран депутатом Житомирского областного совета от партии «Слуга народа».
В ноябре 2020 года прошёл обучение по специализированному курсу подготовки специалистов по гражданской защите в Институте государственного управления и научных исследований по гражданской защите.
С 27 ноября 2020 года — председатель Житомирского областного совета.
С весны 2022 года Федоренко мобилизован в ВСУ, поэтому его обязанности исполнял Владимир Ширма.

## Личная жизнь
Жена — Екатерина Бабичева, является владелицей в частности сети французских салонов красоты премиум-класса в Украине Dessange Ukraine.

## Награды
- Наградное оружие (2023) — «за выдающиеся заслуги в обеспечении обороноспособности Украины, укреплении национальной безопасности, безупречную военную службу»[8].
- Почётный знак отличия «За заслуги» (2023) — «за образцовое выполнение воинского долга, мужество и самоотверженность в деле служения Украине, защиты её суверенитета и территориальной целостности»[9].
- Почётная грамота Верховной рады Украины (2024) — «за особые заслуги перед украинским народом»[10].